# Strachomin
Strachomin – wieś sołecka w Polsce położona w województwie mazowieckim, w powiecie mińskim, w gminie Latowicz. Leży nad rzeką Świder.
Wieś szlachecka położona była w drugiej połowie XVI wieku w powiecie garwolińskim  ziemi czerskiej województwa mazowieckiego. 
W latach 1526–1795 wieś należała do starostwa latowickiego. W latach 1795–1809 – pod zaborem austriackim. Od 1809 r. w Księstwie Warszawskim, guberni warszawskiej, powiecie siennickim, a od 1866 r. w powiecie mińskim (od 1868 nazwa powiatu nowomiński). W latach 1870–1954 należała do gminy Iwowe, w latach 1955-1972 – do Gromadzkiej Rady Narodowej w Iwowym, od 1973 r. należy do gminy Latowicz. W latach 1919–1939 była w granicach województwa warszawskiego, 1939-1945 w Generalnym Gubernatorstwie, 1946-1975 w województwie warszawskim, od 1975 do 1998 r. – w granicach województwa siedleckiego. Od 1999 r. znajduje się w województwie mazowieckim.
Wierni Kościoła rzymskokatolickiego należą do parafii Świętej Trójcy w Latowiczu.

## Historia
Najstarsze ślady osadnictwa występują na rozległym cmentarzysku grobów kloszowych na polu pp. Stosiów, datowane na wczesny i średni okres lateński, obrządku ciałopalnego. Z tego okresu zachowało się koliste grodzisko nazywane Słojcem, zlokalizowane 0,5 km na północ od wsi. Pierwsze wzmianki o wsi pojawiły się w 1508 r. pod nazwą „Strachomino”. W 1565 r. we wsi było 12 gospodarstw i młyn. W 1613 r. liczba gospodarstw wzrosła do 19. 
Wieś została zniszczona podczas wojen szwedzkich i w 1660 r. nie było w ogóle domów, a z 9 ½ włók gruntów rolnych, zasiana była tylko 1 włóka. 
W 1789 r. wieś liczyła już 21 domów. W XIX w. znajdował się tu folwark. W drugiej połowie XIX w. powstała szkoła elementarna. W 1918 r. założono Ochotniczą Straż Pożarną. W 1959 r. powstało Koło Gospodyń Wiejskich. W 1970 r. wieś liczyła 299 mieszkańców, a w 2000 r. 237 mieszkańców. Przyrost naturalny w latach 1970-2000 wyniósł -20,7%. W 1988 r. we wsi było 65 domów, a w 2009 r. - 77 domów.
Urodził się tu Franciszek Gajowniczek – sierżant Wojska Polskiego, więzień niemieckiego obozu koncentracyjnego Auschwitz-Birkenau. Swoje życie oddał za niego święty Maksymilian Maria Kolbe.
We wsi kręcono kilka scen do serialu telewizyjnego Ranczo. Jednym z bywalców ławeczki w Wilkowyjach (czyli Jeruzalu) był Jan Japycz – aktor Leon Niemczyk zmarły w 2006 w trakcie realizacji serialu. Na jego cześć bohaterowie dzieła remontują gminny budynek z przeznaczeniem na restaurację "U Japycza", którą była w rzeczywistości remiza strażacka w Strachominie.

## Etymologia
Nazwa, według miejscowej tradycji, pochodzi od rady udzielanej podróżnym kierującym się w te strony: „miń strach, a będziesz bezpieczny”, czyli miń straszne miejsce. To straszne miejsce wiązało się z trudną przeprawą przez rozlewiska rzeki Świder. Analiza źródeł dowodzi, że nazwa Strachomin pochodzi od staropolskiego imienia Strachomir lub podobnego. Być może też założycielem osady był ktoś, kto posturą i wyglądem wzbudzał wśród ludzi strach.

## Zabytki
- Kapliczka murowana, słupowa, dwukondygnacyjna, wzniesiona w pierwszej połowie XIX w. przy folwarku.